# ثنائي هيدروكوينيدين
ديهيدروغوانيدين أو ثنائي هيدروكوينيدين (ويسمى أيضا هيدروكوينيدين) أو هدروكينيدين هو مركب عضوي، من أشباه قلويات السنكونا ويرتبط إلى حد بعيد بالكوينين. وهو يعتبر عقار مضاد لاضطراب النظم من الصنفIa.